# Trichogypsiidae
Trichogypsiidae é uma família de esponjas marinhas da ordem Baerida.

## Gêneros
- Kuarrhaphis Dendy e Row, 1913
- Leucyssa Haeckel, 1872
- Trichogypsia Carter, 1871